# Chaetodipterus faber
Espèce
Le Disque portugais (Chaetodipterus faber) est une espèce de poissons de la famille des Ephippidae.
C'est le seul représentant de la famille de Ephippidae (les platax au sens large) vivant dans le Pacifique.